# К-911. Собачья работа
«К-911. Соба́чья рабо́та» (англ. K-911) — комедия, повествующая о детективе полиции и его псе-напарнике. Был выпущен сразу на видео в декабре 1999 года. Сиквел созданного в 1989 году К-9; продолжение этого фильма — «К-9 III» — появилось в 2002 году.
Слоган: «Один всё ещё немного сообразительнее, чем другой».

## Сюжет
Майкл Дули остался один после смерти своей жены Трейси. Он и его немецкая овчарка-компаньон Джерри Ли разыскивают человека, который организует серию покушений на Дули. Так как Джерри Ли начинает терять форму, к Дули приставляют помощников — сержанта Венди Уэллс и её добермана Зевса.

## В ролях
- Джеймс Белуши — детектив Майкл Дули
- Кристина Туччи — сержант Венди Уэллс
- Джеймс Хэнди — капитан Байерс
- Уэйд Уильямс — Девон Лейн
- Дж. Дж. Джонстон — Толстяк Томми
- Джо Палесе — офицер Перри
- Скотч Эллис Лоринг — Фил Кейдж
- Винсент Кастелланос — Гарри Страйп
- Тимо Фллоко — Джонсон
- Джо Сабатино — продавец
- Рон Йуан — Джекки Хэммондс
- Сюзанна Писто — девушка из парка
- Дениз Дауз — доктор Перкинс
- Марла Фрис — медсестра
- Надя Пионилло — Терри
- Mac, Sonto, Reno — Джерри Ли
- Lucan, Taze, Jasmine — Зевс

## Факты
- Одна из собак в роли Джерри Ли, Мак, является личным псом Джеймса Белуши.
- Детектив Дули — некурящий, а Джеймс Белуши является большим поклонником сигар.
- Джеймс Хенди — второй актёр, который, помимо Джеймса Белуши, сыграл в продолжении, только уже капитана Байерса.

## Мировые премьеры
- Декабрь 1999 — США
- 2000 — Финляндия
- Апрель 2000 — Великобритания
- 13 апреля 2000 — Исландия
- 19 апреля 2000 — Австралия
- 1 февраля 2001 — Аргентина
- 3 апреля 2001 — Япония
- 19 февраля 2003 — Норвегия